# Receptory sprzężone z białkami G

Schematyczna budowa GPCR. Widoczne siedem domen transbłonowych typu 7TM

Receptory sprzężone z białkami G (GPCR – z ang. G Protein-Coupled Receptor; receptory siedmiotransbłonowe, 7TM) – rodzaj transmembranowych receptorów metabotropowych, które reagują na sygnały docierające do komórki za pośrednictwem neuroprzekaźników aktywując białko G związane z receptorem po drugiej stronie błony komórkowej.

## Budowa
Receptory GPCR są zbudowane z pojedynczego polipeptydu (łańcucha aminokwasowego) o strukturze α-helikalnej. Cząsteczki receptora są silnie sfałdowane i zanurzone w błonie komórkowej, przez którą łańcuch polipeptydowy przechodzi siedmiokrotnie, tworząc hydrofobową domenę transmembranową (7TM), stąd nazwa "siedmiohelikalne transmembranowe receptory komórkowe". Koniec karboksylowy (−COOH) polipeptydu znajduje się zawsze wewnątrz, a koniec aminowy (−NH2) zawsze na zewnątrz komórki.
Po przyłączeniu liganda zewnątrzkomórkowego zmienia się konformacja części wewnątrzkomórkowej, w efekcie białko G zostaje zaktywowane i może dalej przekazywać sygnał danego szlaku fizjologicznego.

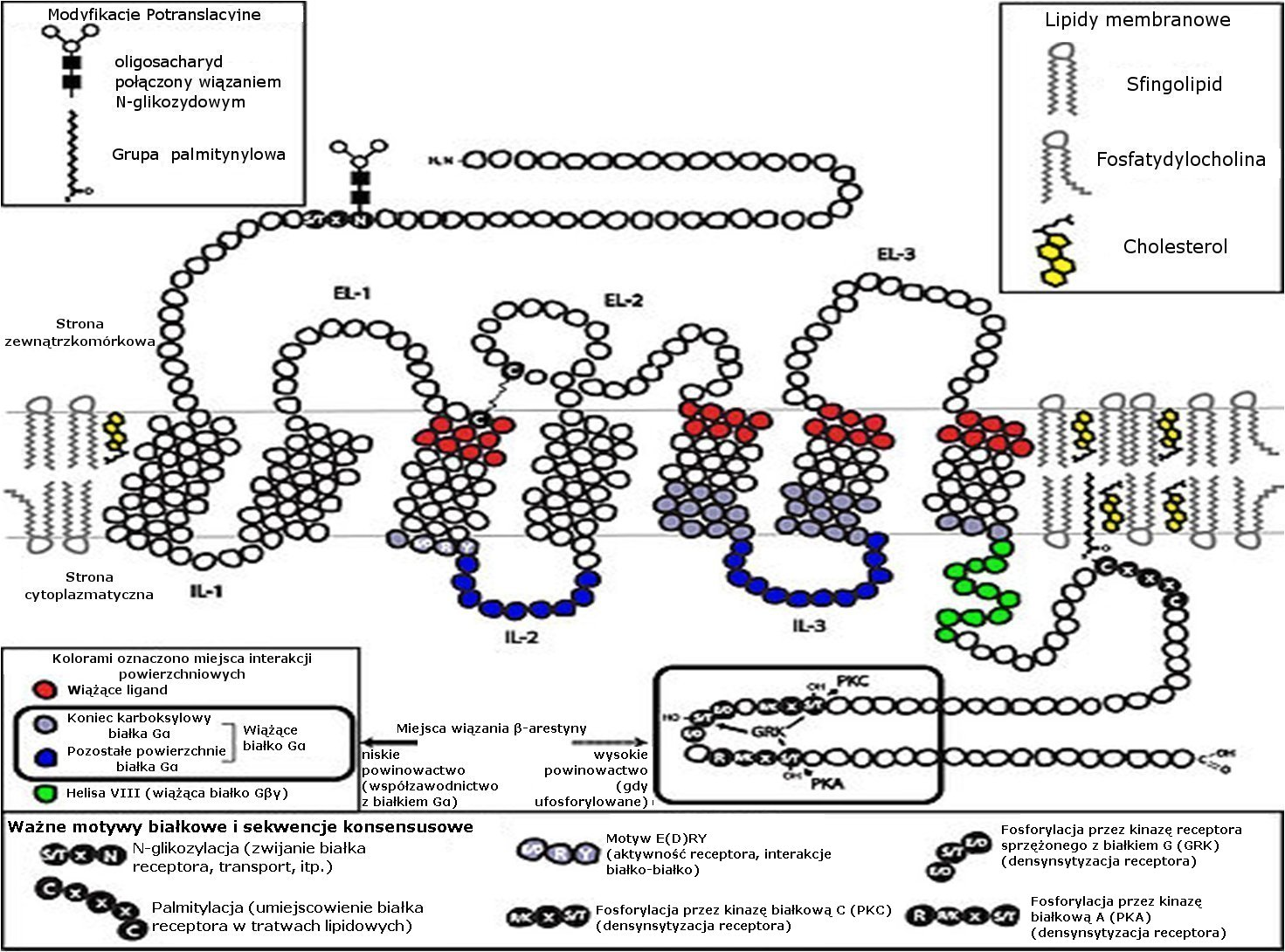
Budowa GPCR z zaznaczeniem najistotniejszych motywów białka

Drugim typem receptorów metabotropowych obok receptorów GPCR są kinazy receptora tyrozynowego.

## Rodzaje
Do grupy receptorów GPCR należą:
- receptory adenozynowe
- receptory adrenergiczne α i β
- receptory dopaminowe D1, D2
- receptory histaminowe H1, H2, H3
- receptory kannabinoidowe CB1, CB2
- receptory melatoninowe Mel1
- receptory opioidowe μ, δ i κ
- wszystkie receptory serotoninowe poza 5-HT3